# Załuż
Załuż – wieś w Polsce położona w województwie podkarpackim, w powiecie sanockim, w gminie Sanok. Leży nad Sanem.

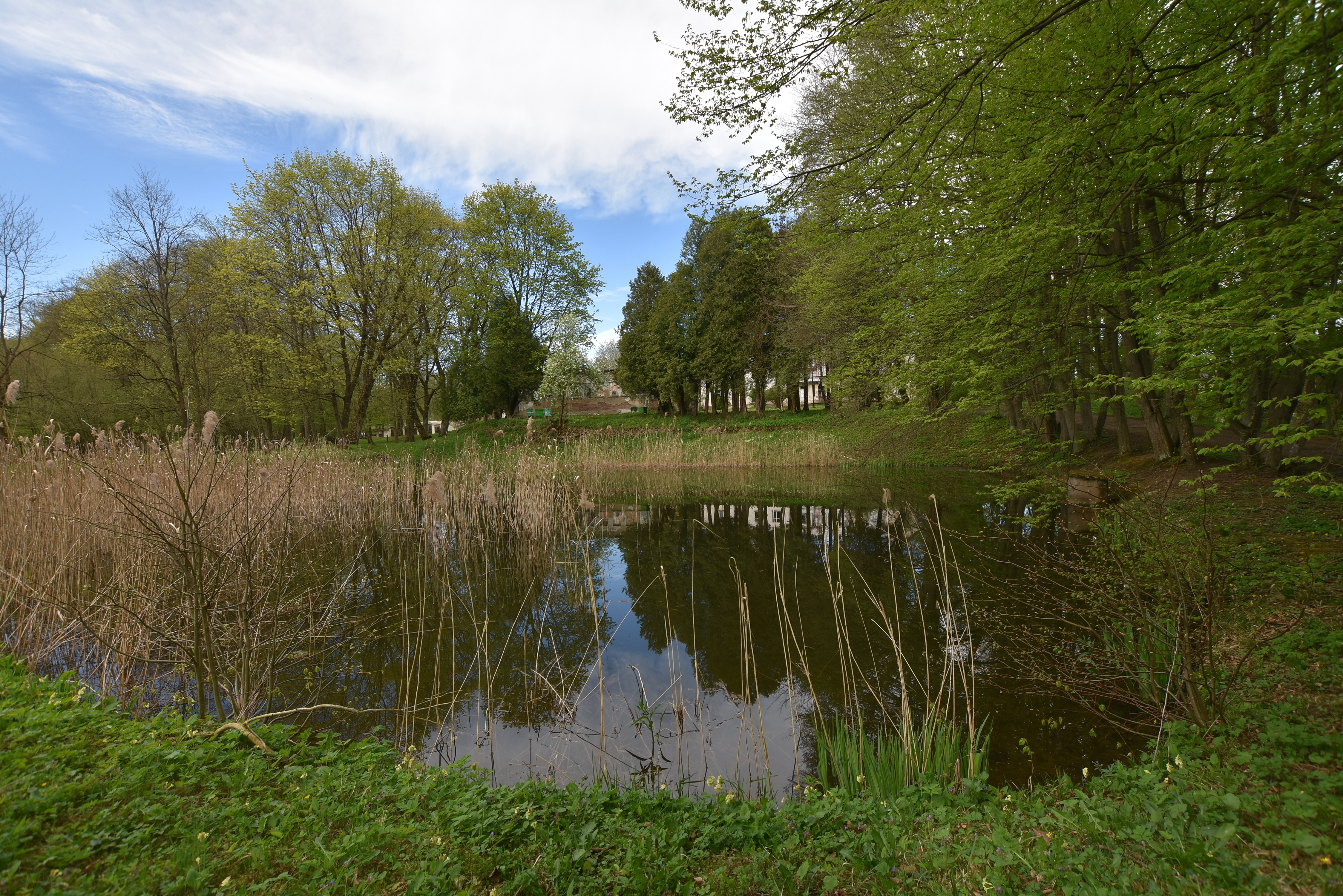
Park dworski

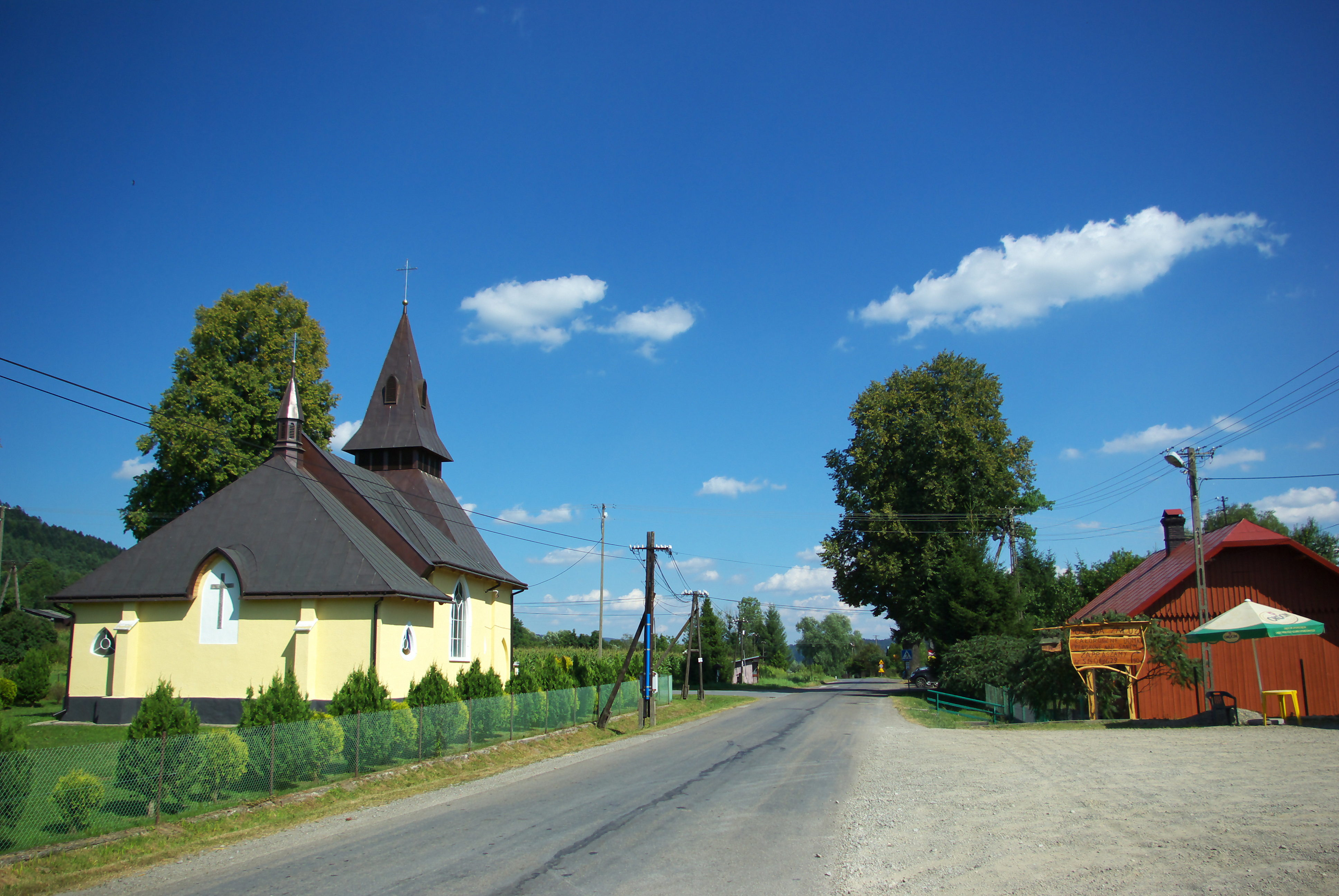
Główna arteria Załuża. Po lewej kościół Matki Bożej Nieustającej Pomocy w Załużu

## Geografia
Załuż jest położony na prawym brzegu rzeki San (południowa część wsi) i potoki Wujski. Od strony północnej graniczy z wsią Wujskie, od wschodu z wsią Manasterzec, a od zachodu z wsią Bykowce. Wieś leży na wysokości 300–310 m. n. p. m.. Wzniesienie dzielące Bykowce z Załużem nosi nazwę Bukowina.
Przez Załuż przepływa potok o znanych mu nazwach Załużanka i Młynówki, w latach 30. celowo nie określany przez ludność.
W latach 1975–1998 miejscowość administracyjnie należała do województwa krośnieńskiego.

## Części wsi
Pod koniec XIX wieku na północy Zaluża istniał przysiółek Dolina. W części za Sanem powstał przysiółek Kocaby. W jego zakresie wyodrębniono także krańce Łazy i Dańców (Dańki) Kąt. W stronę południową od stacji kolejowej powstała część Dworzyska, zamieszkiwana przez służbę dworską. Istniały też części: Pańskie Łąki, zalesiona góra o nazwie Paproć (wys. 514 m n.p.m., z częściami Tańcowisko, Motycznik) oraz dalej Ostra Góra (wys. 447 m n.p.m.) idąc w stronę Sobienia. W północno-wschodniej części Załuża powstały Górki (wzniesienie wys. 509 m n.p.m.) oraz Doliny.
| SIMC    | Nazwa     | Rodzaj    |
| ------- | --------- | --------- |
| 0359847 | Borysówka | część wsi |
| 0359853 | Dolinki   | część wsi |
| 0359860 | Kocaby    | część wsi |
| 0359876 | Łazy      | część wsi |
| 0359882 | Łąki      | część wsi |

## Historia
Na obszarze Załuża odnaleziono monetę rzymską cesarza Hadriana. Z czasów rzymski pochodzi też cmentarzysko.
Nazwa wsi pochodzi od określenia „za ługom” (pol. „za łęgiem”, „za łąką”). Z 1433 (lub 1436) istnieje pierwsza wzmianka o istniejącej wsi Załuż (Zalusche) informująca, że Sidora pan pod przymusem wyprawił na wojnę. W pobliżu wsi istnieją ruiny zamku Sobień nadanego w 1389 przez Władysława Jagiełłę rycerskiemu rodowi Kmitów. W 1417 na zamku odbyły się zaślubiny Władysława Jagiełły z Elżbietą Granowską. W 1479 rozgraniczono Załuż od Hołuczkowa i usypano kopce graniczne, a w 1494 rozgraniczono go od zamku Sobień.
W XV wieku Załuż wielokrotnie był wymieniany jako wieś szlachecka w dobrach Kmitów należąca do zamku Sobieńskiego. Po 1580 Załuż przejęli Stadniccy z dawnymi dobrami Kmitów. W 1672 podczas najazdu tatarskiego w tej wsi ocalały trzy domy. W 1731 właścicielami Załuża byli Ossolińscy, a w XIX wieku Krasiccy oraz Wiktorowie herbu Brochwicz. 
Od drugiej połowy XIX wieku i na przełomie XIX/XX wieku właścicielem posiadłości tabularnej Załuż był Adam Wiktor. W 1905 posiadał we wsi obszar 126,7 ha. Po śmierci Adama Wiktora dobra przejął jego syn, Paweł Wiktor, w 1911 posiadający tam 595 ha. W latach około 1914-1918 majątek posiadali spadkobiercy Adama Wiktora. Według stanu z 1895 posiadłość tabularna była podzielona na dwa korpusy: jeden Adama Wiktora (1224 morgów), a drugi należący do trzech współwłaścicieli.
We wsi istnieje dwór wraz z parkiem. W tej okolicy stoi kaplica grobowa Wiktorów. Z inicjatywy Adama Wiktora w 1880 wybudowano budynek szkoły. Pod koniec XIX we wsi funkcjonowały: stacja drogi żelaznej przemysko-łupkowskiej (powstała na wschód od Bukowiny), urząd pocztowy i telefoniczny, szkoła ludowa. W 1911 powstało w Załużu koło Towarzystwa Szkoły Ludowej i szkoła polska dla dzieci polskich. Następnie założono Czytelnię TSL i Drużyna Bartoszowa. 
W część północnej (obok szkoły) istniał dawny cmentarz. Cerkiew greckokatolicka została wybudowana w 1820. Powstała na ww. górze Bukowina. Istniała także plebania. Cerkiew spalono.
W Załużu stwierdzono pokłady ropy naftowej. W latach około 1900-1905 dokonano wywiercenia szybu naftowego o głębokości ok. 600 m. W latach 30. odkryto pokłady pirytu.
W przeszłości większość ludności wsi stanowili Polacy. Po spaleniu się fabryki w Wujskiem (około 1820) wielu z nich wyemigrowało, a pozostali ulegli zruszczeniu. Według stanu z 1895 wieś liczyła 103 domów i 622 mieszkańców (w tym 552 wyznania greckokatolickiego, 91 rzymskokatolickiego i 13 izraelickiego). Pod koniec XIX wieku we wsi istniała parafia greckokatolicka, należąca do dekanatu olchowieckiego i posiadająca cerkiew murowaną. Wówczas mieszkańcy obrządku rzymskokatolickiego korzystali z parafii w Lisku w odległości 4 km. Poza tym z fundacji Adama Wiktora w 1880 wybudowano w obrębie majątku dworskiego kaplicę, pełniącą funkcję zarówno świątyni, jak i grobowca rodzinnego.
We wsi istniała karczma (wzmianka z XVII wieku). W miejscu jej istnienia w 1931 wybudowano Kościół Matki Bożej Nieustającej Pomocy. Poza tym odnotowano kilka przydrożnych krzyży.
W II Rzeczypospolitej wieś w powiecie sanockim województwa lwowskiego. W 1936 we wsi zamieszkiwali Polacy (136) Rusini i Ukraińcy (ok. 900) oraz Żydzi (29). U kresu istnienia niepodległej II Rzeczypospolitej we wsi funkcjonował TSL, Związek Strzelecki, koło gospodyń wiejskich, kółko rolnicze, Związek Szlachty Zagrodowej (Polacy), Łuk, Proswita, straż pożarna (Rusini i Ukraińcy).
Po wybuchu II wojny światowej w październiku 1939 Załuż został włączony do sowieckiej strefy okupacyjnej w obwodzie drohobyckim. Wiosną 1940 ze względu na powstałą strefę przygraniczną przesiedlono mieszkańców wioski na Wołyń, gdzie kilku z nich zginęło w 1943 r. z rąk nacjonaliści ukraińscy z OUN-UPA. 29 lipca 1944 Załuż został zdobyty przez wojska radzieckie. W Załużu znajdują się ruiny sowieckich żelbetowych schronów bojowych z lat 1940-1941. Obiekty te wchodziły w skład samodzielnego punktu oporu Załuż, chroniącego przeprawy kolejowej na Sanie. 
Po ataku Niemiec na ZSRR z 22 czerwca 1941 w bunkrach usytuowanych na linii Olchowce-Bykowce-Załuż bronili się radzieccy żołnierze. W bunkrze położonym naprzeciw przystanka kolejowego w Załużu przebywała załoga wraz z rodziną dowódcy. Wobec ich odmowy poddania się Niemcy wysadzili tenże bunkier w powietrze. W powojennym piśmiennictwie podawano, że obroną tego punktu dowodził oficer określany jako kpt. Rikadze bądź Rykadze, natomiast według najnowszych badań historyka Tomasza Zająca  był to st. lejtn. Gieorgij Kotrikadze. 12 października 1969 tablicę wmurowaną w betonowy przyczółek bunkra odsłonił płk Józef Tkaczow.
W Załużu od strony Bykowiec (zachodniej) znajduje się cmentarz wojenny, na którym pochowani są żołnierze słowackiej rychlej skupiny, z grupy dowodzonej przez Wolfganga Corettiego, którzy zginęli w tym miejscu podczas forsowania linii Mołotowa w czerwcu 1941. Prace ekshumacyjne planowano w 2000. W 2005 na cmentarzu spoczęli również żołnierze czechosłowackiej brygady desantowej ekshumowani z cmentarza w Woli Sękowej. Cmentarz został odnowiony środkami władz słowackich.
W Załużu urodzili się Benedykt Majkowski, Mieczysław Dzięgałło, Wiesław Nahurski, Ryszard Pacławski. W sierpniu 1904 nauczycielem w miejscowej szkole 1-klasowej został mianowany Czesław Śmietana, który został kierownikiem szkoły.